# Cyathea teysmannii
Cyathea teysmannii är en ormbunkeart som beskrevs av Edwin Bingham Copeland. Cyathea teysmannii ingår i släktet Cyathea och familjen Cyatheaceae. Inga underarter finns listade.